# Alibaba Group
Alibaba Group (阿里巴巴集团) is een Chinees particulier concern gevestigd in Hangzhou. De groep bestaat uit internetbedrijven gericht op e-commerce waaronder business-to-business-webportalen, online detailhandel en betalingsdiensten, een prijsvergelijkingszoekmachine en clouddiensten voor data.

## Activiteiten
De groep ontstond in 1999 toen Jack Ma de website Alibaba.com oprichtte, een business-to-businessportaal om Chinese producenten in verbinding te brengen met buitenlandse kopers. In 2003 richtte Alibaba Taobao op, een consumer-to-consumerportaal. Taobao behoort tot de twintig meest bezochte websites wereldwijd. In 2004 werd Alipay opgericht, een online escrowbetalingsdienst. Alipay handelt ongeveer de helft van alle online betalingstransacties af binnen China. Bij de grote meerderheid van deze transacties wordt er gebruikgemaakt van sites van Alibaba. De websites van Alibaba Group nemen meer dan 60% van de pakketbezorgingen binnen China voor hun rekening.
In maart 2022 telde de onderneming meer dan 1 miljard actieve consumenten, waarvan 90% in China. Ongeveer driekwart van de totale omzet wordt gerealiseerd in China. Naast de handel voor consumenten en bedrijven is Alibaba actief op het gebied van cloudcomputing, ca. 9% van de omzet, en digitale media en vermaak (4%).
In augustus 2005 bereikte Yahoo! een overeenkomst met Alibaba Group. De twee gaan intensief samenwerken. Yahoo! bracht de China activiteiten van Yahoo! in en met Alibaba gaat het bedrijf samenwerken om de positie in de Chinese markt te verstevigen. Yahoo! kocht verder voor US$ 1 miljard aandelen Alibaba om Alibaba het noodzakelijke kapitaal te verstrekken. Na de koop had Yahoo! zo'n 40% van de aandelen en 35% van het stemrecht in Alibaba Group en was daarmee de grootste aandeelhouder.
In oktober 2015 bracht Alibaba een bod uit van US$ 4,6 miljard op het aan de Nasdaq genoteerde Youku Tudou, de Chinese variant van YouTube. Alibaba had al een belang van 18,3% en wil de rest van de aandelen ook in handen krijgen. Alibaba wil meer diverse diensten aanbieden en krijgt hiermee een belangrijke contentprovider erbij. Online video laat in China een snelle groei zien en Youku Tudou is de grootste op dit gebied met een omzet van US$ 0,5 miljard in 2014. Youku Tudou heeft sinds de introductie op de beurs in 2010 nog nooit een jaarwinst gerapporteerd.

### Resultaten
Alibaba Group heeft een gebroken boekjaar dat eindigt met ultimo maart. Het jaar 2024 heeft betrekking op de periode van 1 april 2023 tot en met 31 maart 2024. De zeer hoge nettowinst van 2016 was mede een gevolg van incidentele baten, Alibaba Pictures werd gedeconsolideerd en het belang in Alibaba Health werd veel meer waard. Deze twee bedrijven lieten de winst van de Group met 43 miljard renminbi stijgen. De zwakke winstgroei in 2021 was vooral het gevolg van de boete van 18 miljard renminbi voor monopoliepraktijken. De daling van de nettowinst in 2022 was het gevolg van een afschrijving op goodwill en een forse vermindering van de waarde van beursgenoteerde bedrijven waarin Alibaba belangen heeft.
| Jaar | Omzet   | Bedrijfsresultaat | Nettoresultaat |
| ---- | ------- | ----------------- | -------------- |
| 2011 | 11.903  | 1322              | 1608           |
| 2012 | 20.025  | 5015              | 4665           |
| 2013 | 34.517  | 10.751            | 8649           |
| 2014 | 52.504  | 24.920            | 23.403         |
| 2015 | 76.204  | 23.135            | 24.320         |
| 2016 | 101.143 | 29.102            | 71.289         |
| 2017 | 158.273 | 48.055            | 41.226         |
| 2018 | 250.266 | 69.314            | 61.412         |
| 2019 | 376.844 | 57.084            | 80.234         |
| 2020 | 509.711 | 91.430            | 140.350        |
| 2021 | 717.289 | 89.678            | 143.284        |
| 2022 | 853.062 | 69.638            | 61.959         |
| 2023 | 868.687 | 100.351           | 72.509         |
| 2024 | 941.168 | 113.350           | 79.741         |

## Beursintroductie
Het hoofdkantoor staat in China, maar het bedrijf staat officieel geregistreerd op de Kaaimaneilanden.
In september 2013 werd bekend dat Alibaba Group een beursnotering zocht in de Verenigde Staten nadat een deal met toezichthouders in Hongkong afketste. Het duurde 12 maanden aan planning om de primaire emissie uiteindelijk in september 2014 op de beurs te laten komen. Het tickersymbool werd BABA.
De aandelen werden geïntroduceerd tegen een koers van US$ 68 per aandeel. In totaal werden er voor US$ 25 miljard aan aandelen verkocht, dit is 14,9% van het totaal aantal uitstaande aandelen. Alibaba verdrong hiermee de introductie van de Agricultural Bank of China van de eerste plaats, deze haalde in de zomer van 2010 een recordbedrag op van US$ 22,1 miljard bij de beursintroductie op de Hong Kong Stock Exchange. Jack Ma verkocht in totaal 15,5 miljoen aandelen en Yahoo! 140 miljoen stuks wat US$ 9,5 miljard opleverde.
Op 31 maart 2018 waren de vier grootste aandeelhouders het Japanse SoftBank met een belang van 28,8%, Altaba Inc, de nieuwe naam voor Yahoo! (14,8%), Jack Ma (6,4%) en medeoprichter Joe Tsai (2,3%). In augustus 2022 verminderde SoftBank het belang in Alibaba van 23,7% naar 14,6%. Deze verkoop leverde een boekwinst op van US$ 34 miljard.
In juni 2019 werd bekend dat het bedrijf ook een aandelennotering op de Hong Kong Stock Exchange (HKSE) ambieert. Met de introductie wil het gelijk US$ 20 miljard aan nieuw kapitaal aantrekken. Met de notering verkleint Alibaba de afstand met investeerders in China. In 2014 deed Alibaba ook al een poging, maar deze ging niet door omdat de HKSE strikte regels had met betrekking tot verschillende aandelenklassen die een ander stemrecht vertegenwoordigen. De regels zijn versoepeld voor Chinese bedrijven met een notering in de Verenigde Staten of het Verenigd Koninkrijk waardoor de weg werd vrijgemaakt voor Alibaba. In november 2019 werd de beursnotering een feit. De introductiekoers was HK$ 176 (US$ 22,49) waarmee de Group in totaal ten minste HK$ 88 miljard (US$ 11,3 miljard) heeft opgehaald.

## Boete
In 2021 kreeg Alibaba een boete van 18,2 miljard yuan (ca. 2,3 miljard euro) van de Chinese mededingingsautoriteit. Het bedrijf heeft zich schuldig gemaakt aan monopoliepraktijken. De autoriteiten zeggen dat Alibaba kleine ondernemingen heeft gedwongen uitsluitend via het bedrijf te verkopen. Verder moet Alibaba zijn handelspraktijken grondig herzien en staat onder verscherpt toezicht in de komende drie jaren.

## België
Op 5 december 2018 sloot de Belgische regering een overeenkomst met Alibaba voor een nieuw logistiek verdeelcentrum van dochterbedrijf Cainiao op de luchthaven van Luik-Bierset. Critici toonden zich teleurgesteld over de omvang van de uiteindelijke investering, en waren van oordeel dat aan Alibaba te verregaande toegevingen waren gedaan ten koste van concurrent FedEx, wellicht onder druk van toenmalig premier Charles Michel. In mei 2021 waarschuwde justitieminister Vincent Van Quickenborne voor mogelijk spionagegevaar vanwege China vanuit het Luikse verdeelcentrum.